# Walter Greiner
Walter Greiner (n. 1935 – d. 6 octombrie 2016) a fost un fizician german, membru de onoare al Academiei Române (din 1992).